# ボトムネック
もしかして
- ボトルネック

ではありませんか？